# Чеснакас, Сергей Петрасович
Сергей Петрасович (Петрович) Чеснакас (22 сентября 1961, Куйбышев) — советский и российский футболист, нападающий, тренер. Лучший бомбардир тольяттинской «Лады» за всю её историю (159 голов).

## Биография
Начал заниматься футболом в куйбышевской СДЮСШОР «Восход». В 16 лет начал играть за дубль куйбышевских «Крылья Советов». В 1979 году «Крылья» покинули Высшую лигу, а на следующий год Чеснакас дебютировал за основной состав; по воспоминаниям Сергея, это был матч в Харькове против местного «Металлиста», в котором он вышел на замену и сравнял счёт. В 1984 году Чеснакас перешёл в тольяттинское «Торпедо», за которое играл во Второй лиге до 1987 года.
В 1988—1989 провёл 46 игр во Второй лиге за «Крылья Советов», но из-за конфликта с Антиховичем вновь уходит в «Ладу». В ней он успешно играл 6 лет. В 1993 году стал лучшим бомбардиром, забив 31 мяч за сезон. Клуб во многом благодаря Чеснакасу смог выйти в Высшую лигу. Однако в 1994 году его отчислили из команды. Летом тренер «Лады» Гармашов звал Сергея обратно, но он отказался. Нападающий перешёл в саранскую «Светотехнику», но, не закрепившись в основном составе, тем же летом перебрался в похвистневский «Нефтяник». В 1995 году, проведя сезон в димитровградской «Ладе», забил 14 мячей во Второй лиге.
В 2011 году возглавил футбольную школу «Крылья Советов». В сезоне 2012/13 возглавлял женскую команду «Звезда-2005» (Пермь).